# Bomhus distrikt
Bomhus distrikt är ett distrikt i Gävle kommun och Gävleborgs län. Distriktet omfattar bland annat den östra delen av tätorten Gävle (stadsdelen Bomhus) och en del av Gävlebukten.

## Tidigare administrativ tillhörighet
Distriktet inrättades 2016 och utgörs av en ett område som före 1965 låg i Valbo socken och därefter till 1971 i Gävle stad i omfattningen före 1969 i Gävle kommun.
Området motsvarar den omfattning Bomhus församling hade vid årsskiftet 1999/2000 och som den fick 1995 efter utbrytning ur Gävle Staffans församling.

## Tätorter och småorter
I Bomhus distrikt finns en tätort och en småort.

### Tätorter
- Gävle (del av)

### Småorter
- Sikvik (del av)